# Belchior da Rosa
Belchior da Rosa (Porto, Reino de Portugal, 1543 - Olinda, Capitania de Pernambuco, em data desconhecida) foi um cristão-novo e um dos primeiros colonizadores portugueses a se tornarem senhores de engenho no Brasil.

## Biografia
Filho do médico portuense Álvaro Nunes e de Susana Nunes, Belchior chegou ao Brasil por volta de 1563, tornando-se senhor de engenho. De sua união com Antônia Soares, nasceram dois meninos e uma menina cujo nome se desconhece, mas que futuramente viria a se casar com Jorge Teixeira de Albuquerque, neto de Jerônimo de Albuquerque, de quem Belchior foi amigo e testamenteiro. Quanto aos filhos homens, foram dois: João da Rosa, tabelião em Pernambuco; e Antônio da Rosa.
No dia 30 de outubro de 1593, compareceu diante do inquisidor Heitor Furtado de Mendonça, assumiu ser cristão-novo e declarou ter "cinquenta anos mais ou menos", residindo em Olinda há aproximadamente trinta anos. Apesar de assumir ter origem judaica, nenhuma suspeita foi levantada contra Belchior, que chegou a ser procurador dos padres da Companhia de Jesus.

## Descendentes
Os descendentes de Belchior da Rosa proliferaram por toda a Região Nordeste do Brasil. Em 2015, Portugal sancionou decreto-lei que concede naturalização portuguesa aos descendentes de Belchior da Rosa e outros sefarditas, como forma de reparação aos judeus que foram forçados à conversão.